# Cachipuquio
Cachipuquio o Cachipozo, es un manantial de agua salada situado al oeste de la ciudad de San Pedro de Cajas, en provincia de Tarma, departamento de Junín, en los Andes Centrales del Perú. 
La salina de Cachipuquio está formado por dos pozos de dimensiones regulares donde depositan las aguas. Uno es más salado que el otro. En la colonia fueron bautizados el primero con el nombre de San Pedro y el otro con el de Santa Catalina, designaciones que persisten hasta la actualidad. 

## Etimología
El significado de la palabra "Cachipuquio" proviene de 2 palabras quechua : Cachi que quiere decir "sal" y Puquio "manantial"

## Historia

### Fase Pre-Inca
Los cálculos mejor elaborados se retrotraen al año 14.500 a. C. como la fecha más pretérita con señales de vida humana en San Pedro de Cajas.
Las pruebas que patentizan que la sal de Cajas ya era utilizada corresponden al periodo Formativo (1900 a. C. - 150 d. C) . En dicho tiempo la sal de Cachipuquio comenzó a tomar importancia al punto que su incentivo fue lo suficientemente fuerte, formando una afluencia cultural foránea múltiple. Las señales que conducen a esta conclusión son los fragmentos de cerámica que pertenecen a diversos estilos, hecho que demuestra intrusiones provenientes de distintas zonas, lo mismo que sucede en las salinas de San Blas y Yanacachi.
Durante el periodo del Primer Regionalismo Andino (Intermedio Temprano) entre 150 y 850 d. C.,  las salinas de Cajas , San Blas  y Yanacachi adquirieron un gran poder de atracción para las nacionalidades colindantes a Tarma, Chinchaycocha y los Yaros. La concurrencia de extranjeros fue tan enorme , que el desarrollo de Cajas prácticamente se estancó.
en Cajas y en San Blas  se ha demostrado que ambas salinas se convirtieron en presa más codiciada de conquistadores circunvecinos y también de otras partes mucho más distantes, como fue de los Chupaichos (Higueras) del norte y de los Huarpas (Huamanga) del sur. Los pobladores de aquella época , desde luego, no vivían únicamente de la explotación de la sal. Hay evidencias de su actividad ganadera y agrícola, las cuales, durante la expansión Huari (850-1100 d. C.) quedaron supeditadas a los intereses de esta metrópoli imperial.

## Leyenda de origen
Sobre el origen de estas pozas se narran dos leyendas, la primera de época inca y la segunda de comienzos del siglo XX.
Sobre el origen de esta fuente de agua salada, los antiguos habitantes de sus contornos narraban un expectante mito que fue recopilado por el padre Fabián de Ayala extirpador de idolatrías en 1614.
Contaban que del pueblo de Cayna ( Ambo ) partieron tres llamas  de pelambre blanca : un macho, otra hembra y el tercero su cría. Se dirigieron a Yanacachi de los Yaro, sitio ubicado a quince leguas del anterior; una vez ahí uno de los animales se puso a orinar. Un indio lo vio y lo quiso coger, pero como carecía de lazo le tiró la manta con que se cubría. Pero la llama que estaba miccionando se introdujo  debajo de la tierra, dejando la manta fuera. El Indio al quitar la manta vio como comenzaba a brotar agua salada de la tierra, de manera que el agua salada que allí empezó a brotar  no es otra cosa que los meados del citado camélido. En seguida, los dos rumiantes restantes prosiguieron su camino. Uno de ellos tomó la vía de doce leguas que lo condujo a Cachipuquio (San Pedro de Cajas/ Tarma ) donde le sucedió el mismo acontecimiento que el primero. El tercer animal, solo ya, fue huyendo y llegó a Cochac (San Blas / Chinchaycocha), después de correr cuatro o cinco leguas, lugar en el cual le acaeció igual que a sus dos congéneres precedentes. O sea pues, de acuerdo al mito, que los tres manantiales tenían idéntico nacimiento, constituyendo los  orines  de otros  tantos  camélidos.  Lo  que  indica  que la sal  de Cachipuquio, Yanacachi y Cochac guardaban un intenso significado mágico.

La leyenda más reciente del origen de Cachipuquio, dice:
Hace mucho tiempo, en las cumbres de Palcamayo, vivía una joven pastora, muy hermosa, cuya ocupación era la de apacentar un rebaño de llamas.
Una tarde, ella se encontraba sentada mientras cuidaba su rebaño, cuando un profundo sueño la invadió y se quedó dormida. De casualidad paso por el lugar un joven, el cual advirtió la presencia de la bella joven dormida. Él se acerco hacia ella, la miro, se quedó mirándola admirando su belleza cuando de pronto ella despertó. La joven pastora, ruborizada y asustada por el estado en el cual fue hallada se paro y trato de retirarse, sin embargo una fuerza extraña la detuvo.
Ambos jóvenes se quedaron mirándose el uno al otro, conversaron y quedaron enamoraros. Entonces nació entre ellos un gran amor.
El joven entonces un día, propuso presentarse ante los padres de la joven pastora, para pedir su mano y poder casarse. Ella recibió la propuesta con gran alegría, así pues, al día siguiente él se presentó ante sus padres de su amada.
Contrario a lo que esperaba, la respuesta de los padres fue negativa. Ellos no aprobaban la relación. Ambos jóvenes enamorados quedaron sumidos en la tristeza. Ellos ante la situación planearon entonces huir con dirección desconocida. 
Llegaron a Colla Pata, una poza salina en las alturas de Palcamayo, ahí se pusieron a descansar. Mientras descansaban y miraban las azuladas aguas que brotaban del pozo, quedaron apoderados por algo extraño, ellos miraban el fondo del pozo y veían un paraíso maravilloso. Entonces, magnetizados por ello, tomados de la mano se sumergieron en aquel pozo desapareciendo a los segundos. Quedó solo como evidencia una colorida honda, que la pastorcilla empuñaba para cuidar su rebaño.
Una anciana del lugar, que de lejos presenciaba tal escena quedó atónita ante tal escena. Ella se acerco hacia el pozo, para ver que había sucedido con los amantes cuando sorpresivamente salieron de la poza dos palomas y juntas alzaron el vuelo y se alearon del lugar.
Las palomas entonces divisaron un cerro muy muy parecido a Collapata, y descendieron en sus faldas de Patamarca.
Los moradores de aquel lugar asombrados por ver a las palomas, se acercaron muy raudamente, sin embargo no encontraron a las palomas, sino a dos piedras blancas. Uno de los tantos curiosos levantó las dos piedras y para sorpresa de todos, se encontraban ahí dos pozas  de aguas cristalinas.
Una poza de agua salada, correspondiente al palomo, y la otra de color verduzco, no muy salada correspondiente a la paloma.
La maldición de los enamorados, había hecho que se secara la poza de Collapata y se trasladase a Patamarca.
El pueblo celebró la aparición de las pozas y desde entonces le dedican toda clase de respeto y cuidado.

## Festividades

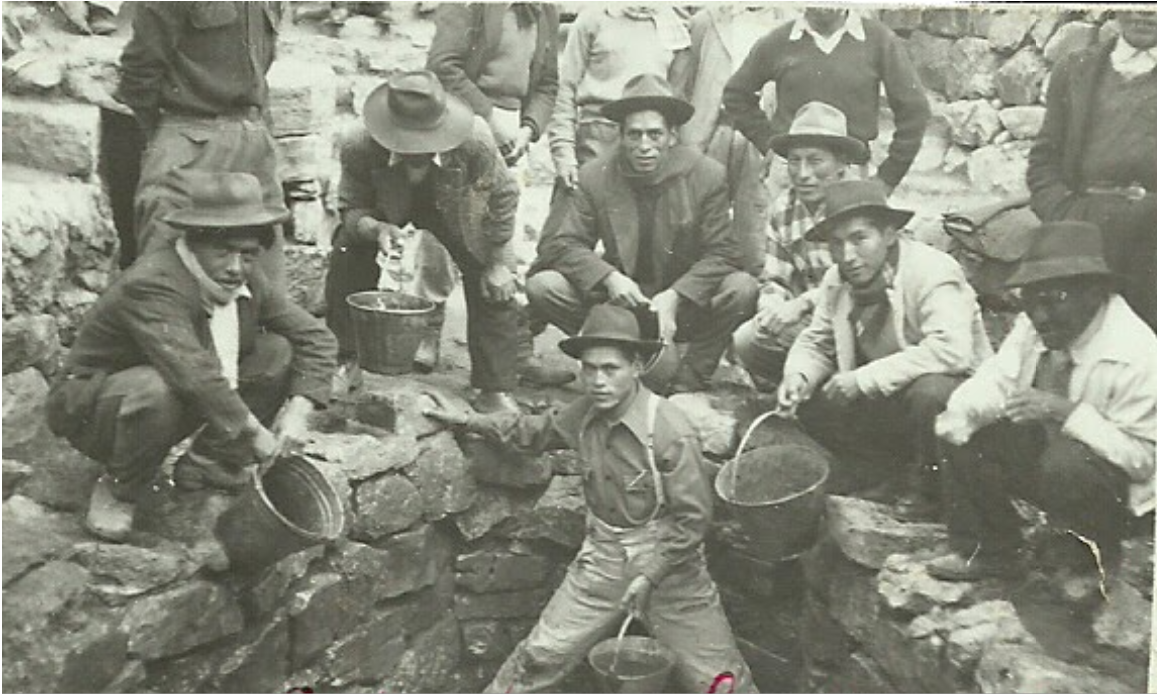
Limpieza de las pozas de sal / 4 de julio de 1955

Todos los años, el 4 de julio, como actividad final de las fiestas patronales de San Pedro de Cajas, se realiza la limpia de poza de sal, actividad donde las personas van y limpian las pozas acompañados de música tocada por bandas.